# Brigada 72 Operații Speciale
Brigada 72 Operații Speciale (în sârbă 72. бригада за специјалне операције, cu alfabetul latin: 72. brigada za specijalne operacije) este o unitate de forțe speciale, una dintre cele două brigăzi de forțe speciale (alta fiind Brigada 63 Parașutiști) ale Forțelor Armate ale Serbiei. Se află sub comanda Statului Major Sârb al Apărării și are sediul la Pančevo (Panciova).
Formată în 1992, a fost unitatea de elită a Forțelor Armate ale Serbiei și Muntenegrului. Transformată în 2006 într-un batalion în cadrul unei forțe armate sârbe nou-formate, „72” și-a recâștigat statutul de brigadă în 2019.

## Istorie
Unitatea își are originile în Brigada 72 Operații Speciale a Forțelor Armate ale Serbiei și Muntenegrului, care a fost fondată în 1992. Era formată din Batalionul 1 Cercetare-Comando, Batalionul 2  Cercetare-Comando, Batalionul de poliție militară pentru operații de combatere a terorismului și o unitate de suport (logistică). În 2006, Batalionul 1 Cercetare-Comando și Batalionul 2 Cercetare-Comando s-au unit într-un batalion unic de Cercetare-Comando „Grifonii”, iar batalionul de poliție militară pentru operații antiteroriste a devenit batalionul antiterorist „Șoimii”.

## Structură

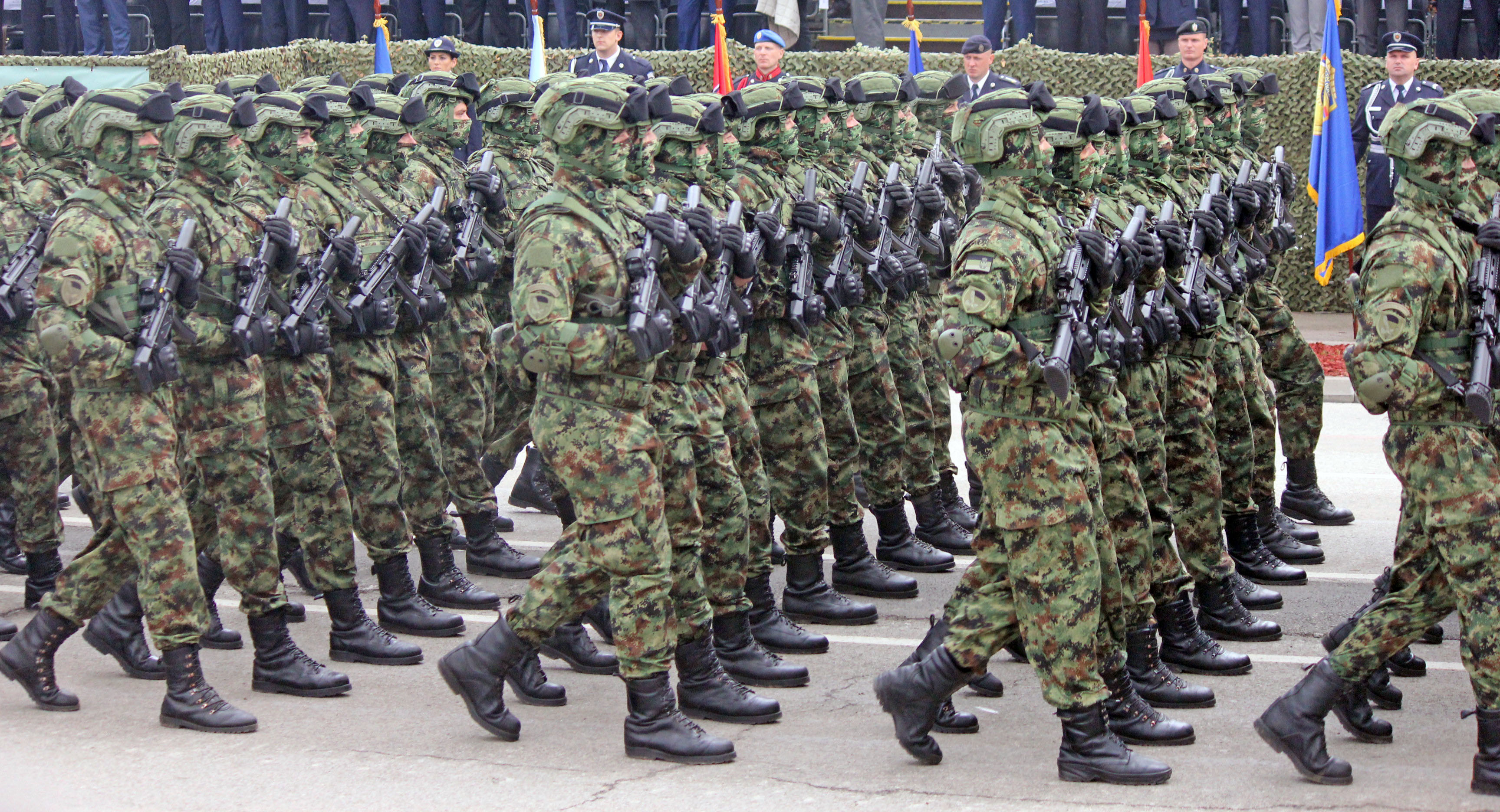

Cu toate că are un statut de brigadă (pentru a onora mai bine tradițiile trecutului), Brigada 72 Operații Speciale este în prezent mai mult o unitate de dimensiunea unui batalion, cu scopul proclamat de a atinge dimensiunea unei brigăzi pentru a reface noile sarcini de apărare din cauza creșterii amenințărilor de securitate. Brigada 72 este organizată în trei (mici) batalioane (două batalioane pentru operațiuni speciale, „Șoimii” și „Grifonii”, și un batalion de comandă), precum și o companie de logistică și un pluton de poliție militară.  În plus, există o unitate de scafandri (derivată din a 82-a Unitate Marină „Umbrele” - versiunea Iugoslaviei a US Navy SEALs) care face parte din batalionul „Grifonii”.

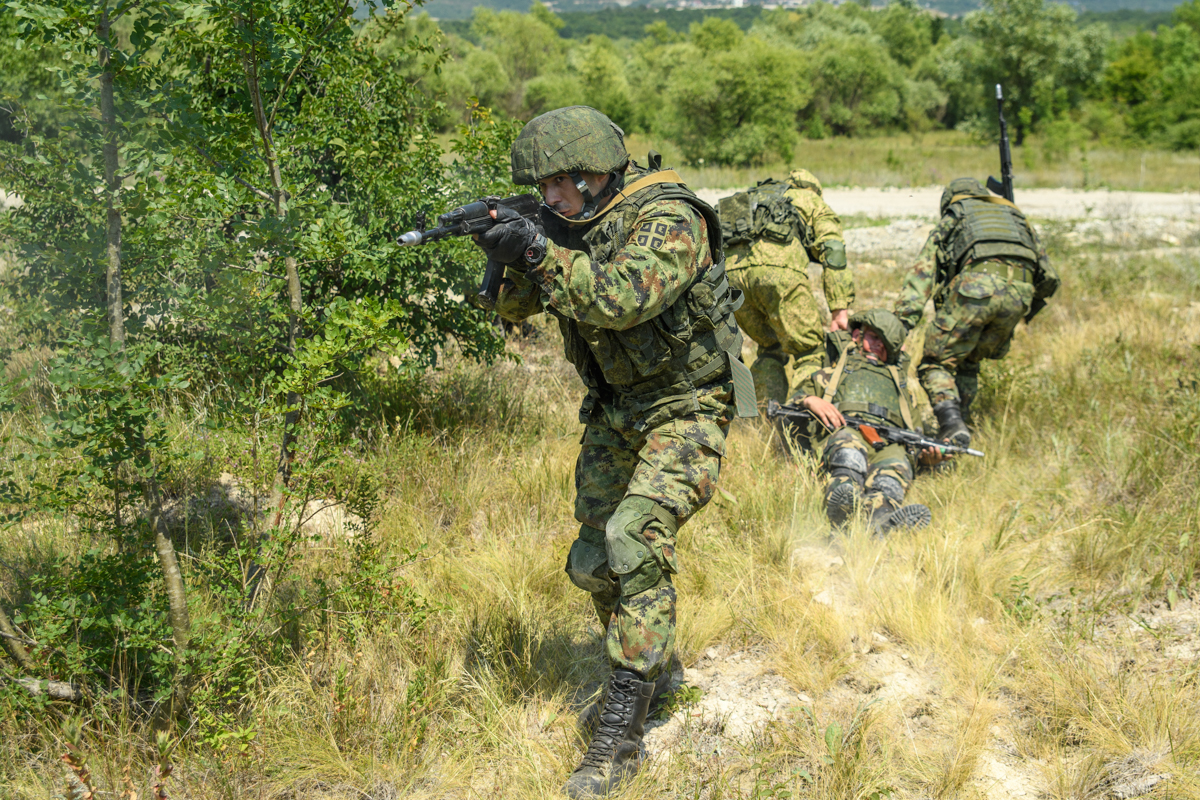

- Batalion de comandă
- Batalionul Operații Speciale „Șoimii” (contraterorism, acțiune directă)
- Batalionul Operații Speciale „Grifonii” (recunoaștere specială, război neconvențional)
  - Compania 82 riverană demolări subacvatice (recunoaștere fluvială, demolare subacvatică și sabotaj)
- Batalionul Operații Speciale „Vulturii” (sprijin operațional) - urmează a fi format[5]
- Companie sprijin (logistică)
- Pluton poliție militară

## Misiuni
Brigada 72 Operații Speciale este capabilă să îndeplinească multe roluri diferite și diverse liste de sarcini, cum ar fi: război neconvențional, acțiune directă, recunoaștere specială, contraterorism, contrainsurgență, operațiuni informaționale. De asemenea, sunt capabili să salveze ostatici și să lupte în căutarea și salvarea acestora dacă este nevoie. Alte misiuni: recunoaștere fluvială, demolare subacvatică și sabotaj.

## Instruire
Soldații înrolați trebuie să aibă cel puțin doi ani de experiență de serviciu în alte unități ale Forțelor Armate Sârbe înainte de a aplica pentru un post în Brigada 72 Operații Speciale. În plus, toți candidații trebuie să îndeplinească o mulțime de alte cerințe și aproximativ două treimi dintre candidații trec de testele psihofizice.

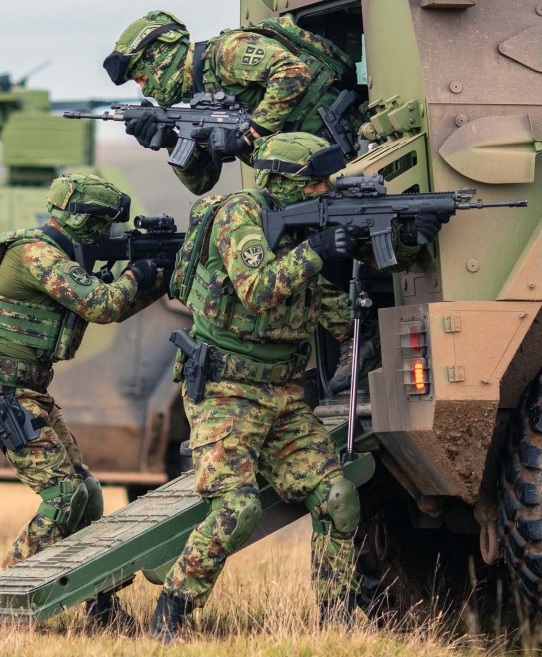
Membrii brigăzii 72 participând la exercițiul Sadejstvo din 2020

Brigada 72 folosește diverse terenuri de antrenament și poligoane de tragere, deși cea mai mare parte a antrenamentului se desfășoară în baza unității „Rastko Nemanjić” din Pančevo.
Instruirea pentru Brigada 72 Operații Speciale este împărțită în trei etape și durează trei ani.
Antrenamentul selectiv durează 9 săptămâni. Accentul instruirii vizează selectarea celor mai buni candidați capabili mental și fizic și foarte motivați, care pot face față provocărilor pe care le pot întâlni în timpul serviciului. În timpul pregătirii selective, candidații trebuie să urmeze următoarele cursuri: pregătire fizică, antrenament de tragere și foc, pregătire tactică, pregătire tactică pentru unități speciale, topografie și orientare pe teren și un examen final.
Pregătirea de bază are o durată de un an și constă în: pregătire fizică, antrenament de tragere și foc, pregătire tactică, pregătire tactică pentru unități speciale, topografie și orientare pe teren, resurse și sisteme de sprijinire a focului, resurse și proceduri pentru traficul de telecomunicații și exerciții tactice. 
Pregătirea avansată are o durată de doi ani și include cursuri de: recunoaștere-comando, cursuri pentru ofițeri și subofițeri, cursuri de lunetist, antrenament de supraviețuire în natură, cursuri de alpinism, cursuri de scufundare, cursuri de demolare și cursuri despre dispozitive explozive improvizate.
Specializarea candidatului și formarea continuă depind de batalionul la care este repartizat. Unele părți ale unității se concentrează pe recunoaștere sau contraterorism, iar unele sunt instruite pentru căutare și salvare. De asemenea, mulți membri ai unității sunt instruiți în centre de formare din străinătate, prin cooperare cu unitățile speciale din alte țări.

## Arme și echipamente
Pușca de asalt folosită de Brigada 72  operații speciale este FN SCAR L⁠(d) de 5.56x45mm. Seria H&K UMP este folosită pentru lupta de aproape. H&K USP este arma standard purtată de soldați. FN Minimi⁠(d) este folosit ca mitralieră ușoară, de 5,56 mm și 7,62 mm, în timp ce Zastava M87⁠(d) și Zastava M93⁠(d) produse pe plan intern sunt folosite ca mitralieră grea și, respectiv, pușcă anti-material. Lunetiștii folosesc Sako TRG 42⁠(d). Armele de foc subacvatice utilizate de Compania 82 riverană demolări subacvatice includ pistolul subacvatic SPP-1 și pușca subacvatică APS.

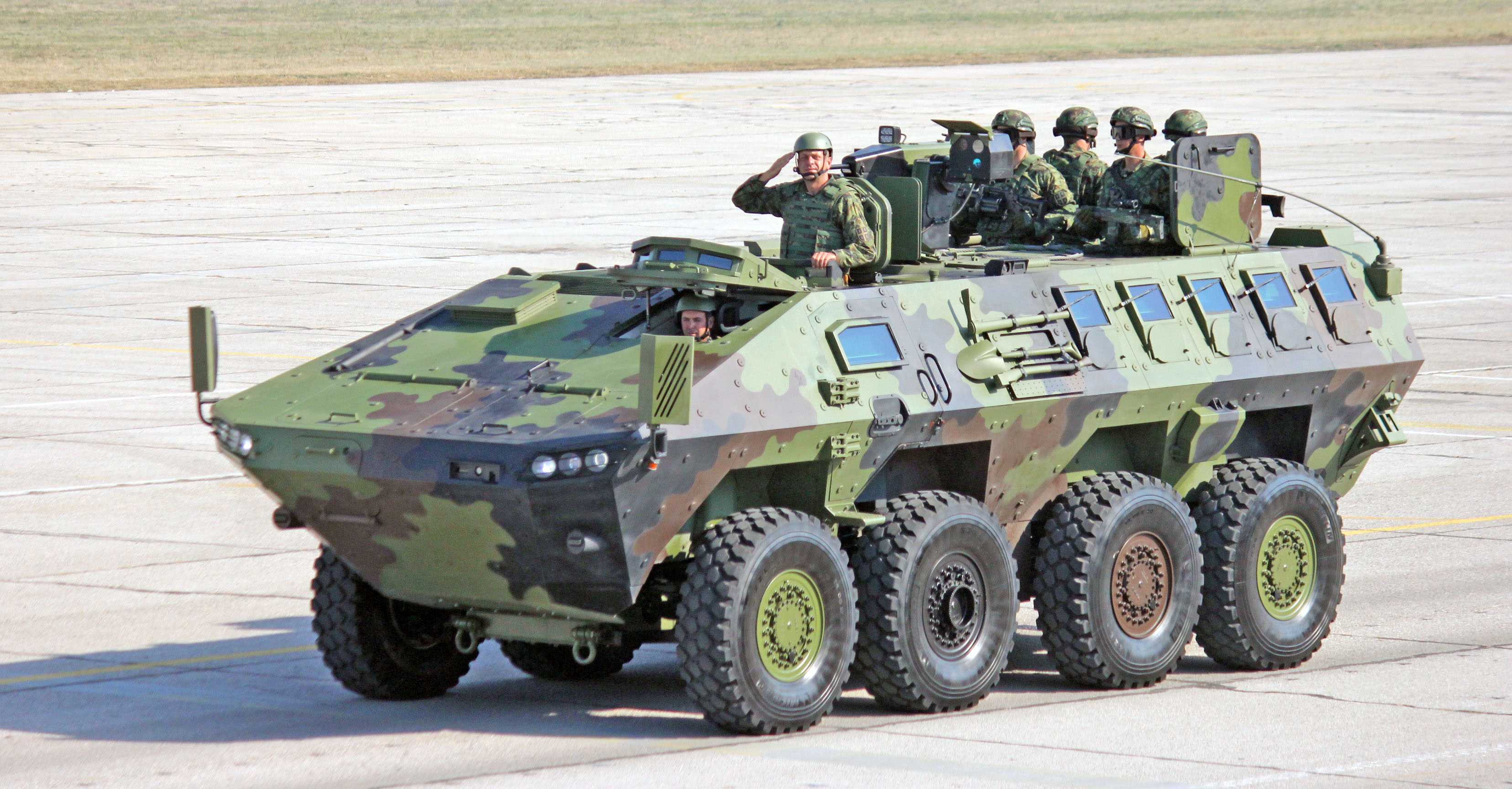
Lazar 3 în 2019

Unitatea este echipată cu vehicule blindate Lazar 3⁠(d) produse pe plan intern și vehicule blindate ușoare Miloš⁠(d), precum și vehicule terestre fără pilot Mali Miloš. Vehiculul utilitar al brigăzii este Land Rover Defender⁠(d). Compania 82 riverană demolări subacvatice este echipată cu 14 bărci rigide de tip RIB 720.
Brigada 72 Operații Speciale este, de asemenea, echipată cu sistemul de rachete ghidate antitanc Kornet⁠(d).

## Tradiții

### Aniversare
Aniversarea unității este sărbătorită la 27 ianuarie.

### Sfânt protector
Slava unității sau sfântul său patron este Sfântul Sava cunoscut sub numele de Savindan.

### Motto
Motto-ul brigăzii este: „Când alții nu pot și nu îndrăznesc, există unul... al 72-lea care întotdeauna poate și îndrăznește!” (Kada drugi ne mogu i ne smeju, samo je jedna... 72. koja uvek može i sme!).

### Culori
Brigada 72-lea poartă berete de culoare maro.